# Luigi Torchi
Luigi Torchi (ur. 7 listopada 1858 w Mordano, zm. 18 września 1920 w Bolonii) – włoski muzykolog.

## Życiorys
Uczył się kompozycji w Accademia Filarmonica w Bolonii oraz u Paolo Serrao w Neapolu, następnie w latach 1879–1883 był uczniem Salomona Jadassohna i Carla Reineckego w Lipsku, odbył też studia we Francji. Studiował też historię literatury i historię muzyki. W latach 1885–1891 był nauczycielem historii muzyki i bibliotekarzem w Liceo Musicale w Pesaro. Od 1895 do 1916 roku związany był z konserwatorium w Bolonii, gdzie wykładał także kompozycję. Od 1894 roku był przewodniczącym bolońskiej Accademia Filarmonica. W latach 1892–1904 redagował „Rivista Musicale Italiana”.
Nawiązując do wzorców pozytywistycznych stworzył podstawy nowoczesnej włoskiej historiografii i historii muzyki. W swoich badaniach zajmował się głównie muzyką włoską okresu XVI–XVIII wieku, Giuseppe Verdiego i romantyków niemieckich. Propagował twórczość Richarda Wagnera. Opublikował m.in. pracę Riccardo Wagner: Studio critico (1890), a także serię źródłową utworów dawnej muzyki włoskiej L’arte musicale in Italia (1897–1907).